# Napoléon le Petit
Napoléon le Petit est un pamphlet, écrit par Victor Hugo en 1852, à  Bruxelles, à la suite du coup d'État du 2 décembre 1851 où Louis-Napoléon Bonaparte conserve le pouvoir, en violation de la constitution de la Deuxième République, dont il avait été élu président.

## Contenu
Dans ce livre, Hugo s'attaque violemment à Napoléon III, qu'il traite de « dernier des hommes », « voleur », « criminel » et « filou ». Les attaques sont d'autant plus violentes que Hugo avait placé sa confiance en Louis-Napoléon Bonaparte pour les élections présidentielles de 1848.
À l’époque, il fallait à tout prix éviter que son concurrent, le général Eugène Cavaignac ne soit élu. Louis Napoléon Bonaparte avait été choisi, avait prêté serment et juré de « rester fidèle à la République démocratique. » Hugo avait même dîné avec lui, en tête à tête, à l’Élysée. Mais Louis Napoléon Bonaparte, ambitieux, et empêché par la Constitution de prolonger son mandat, réfléchissait déjà au coup d'État.
Pour Karl Marx, Victor Hugo « se contente d’invectives amères et spirituelles » et commet l’erreur de ne voir dans la prise de pouvoir de Louis-Napoléon Bonaparte que « le coup de force d’un individu » sans se rendre compte que par là-même il grandit l’objet de ses attaques « en lui attribuant une force d’initiative personnelle sans exemple dans l’histoire. »

## Histoire de la publication
Deux éditions de Napoléon le Petit sont publiées presque simultanément à Bruxelles et à Londres, le 8 août 1852. L'une en format in-18 Méline (petit in-12), de 385 pages, destinée au marché belge et étranger. L'autre, de format in-32, de 464 pages, plus petite pour le passage clandestin en France, et qui est peut-être la première imprimée.
Introduit clandestinement en France, le livre déclenche l'expulsion de Hugo de la Belgique qui promulgue, pour parvenir à son départ, la loi Faider. Cette loi, votée le 6 décembre 1852 sous la pression du gouvernement français, est ainsi nommée du nom du ministre de la Justice du Gouvernement Belge. Elle réprime les offenses envers les chefs des gouvernements étrangers.
L'ouvrage n'est édité en France qu'au retour d'exil de Victor Hugo, chez Hetzel et Cie, à la date symbolique du 2 décembre 1870. Dans un Avertissement, Jules Hetzel rappelle que la première publication de l'ouvrage à Bruxelles est la cause du nouvel exil de Victor Hugo, alors réfugié en Belgique, vers les îles Anglo-Normandes.